# Autheuil-Authouillet
Autheuil-Authouillet is een gemeente in het Franse departement Eure (regio Normandië). De plaats maakt deel uit van het arrondissement Les Andelys. Autheuil-Authouillet telde op 1 januari 2022 944 inwoners.

## Geografie
De oppervlakte van Autheuil-Authouillet bedroeg op 1 januari 2022 11,66 vierkante kilometer; de bevolkingsdichtheid was toen 81 inwoners per km².

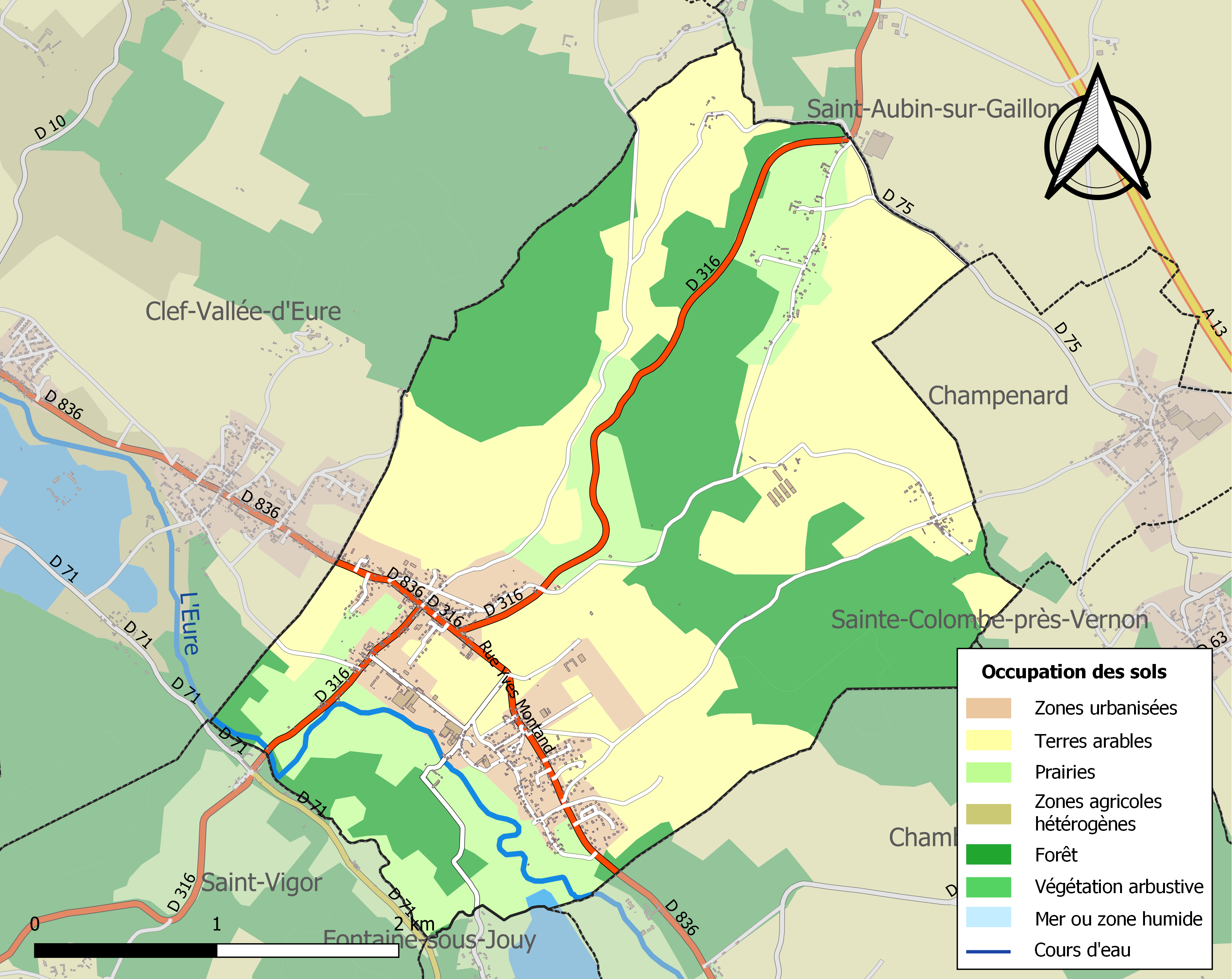
Kaart van de gemeente met belangrijkste infrastructuur, bodemgebruik en omliggende gemeenten

## Geschiedenis
De gemeente ontstond in 1971 door het samengaan van de voormalige gemeenten Autheuil en Authouillet.

## Demografie
Onderstaande figuur toont het verloop van het inwonertal (bron: INSEE-tellingen).

Opmerking: de cijfers voor 1971 zijn de opgetelde cijfers van de toenmalige gemeenten Autheuil en Authouillet.